# Thlaspi inhumile
Thlaspi inhumile är en korsblommig växtart som beskrevs av Jiří Ponert. Thlaspi inhumile ingår i släktet skärvfrön, och familjen korsblommiga växter. Inga underarter finns listade i Catalogue of Life.